# Свердлов (монитор)
«Свердло́в» — монитор российского и гвардейский советского флота, относящийся к типу «Шквал»; один из восьми мониторов этого типа.

## История корабля
Корабль был заложен 14 августа 1907 года на Балтийском заводе Санкт-Петербурга как бронированная речная канонерская лодка под именем «Вьюга». Корабль был частями перевезён на Дальний Восток, где был собран и 29 июня 1909 года в посёлке Кокуй на реке Шилка спущен на воду.

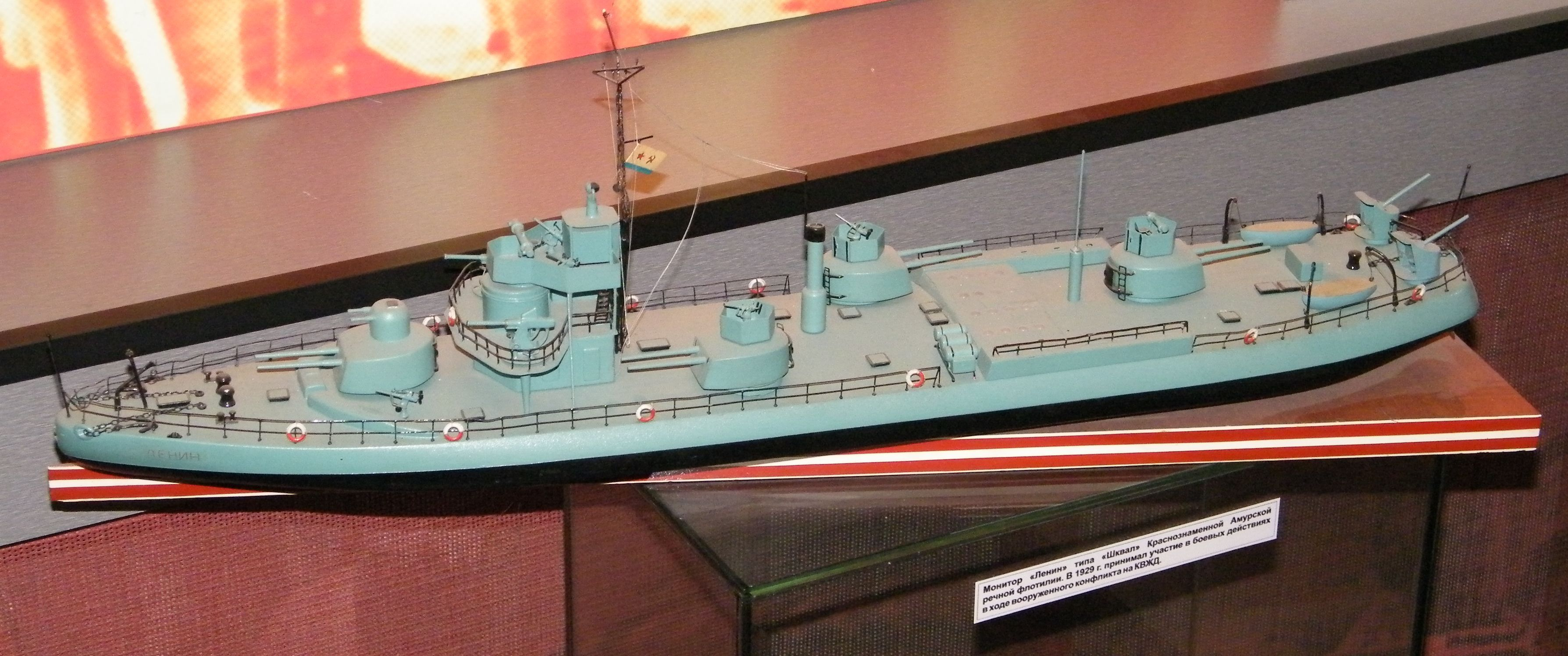
Модель монитора «Ленин» того же типа, что и «Свердлов»

Гвардейский военно-морской флаг, 1942—1950 годов.

14 сентября 1910 года корабль вошёл в состав Амурской военной флотилии. 24 апреля 1922 года корабль был переименован в «Свердлов». В 1928 году был проведён капитальный ремонт, после чего корабль был переклассифицирован в монитор. В 1934—1935 годах был проведён второй капитальный ремонт с модернизацией.
Начало Советско-японской войны монитор встретил в составе 2-й бригады речных кораблей в протоке Нижне-Спасская, в районе сосредоточения. Корабль принимал участие в овладении населёнными пунктами Фуюань (см. Фуюаньский десант) и Гайцзу, после чего соединился с кораблями 1-й бригады и принимал участие в боевых действиях на реке Сунгари. 30 августа 1945 года кораблю было присвоено гвардейское звание.
11 июня 1953 г. монитор выведен из боевого состава, а 13 марта 1958–го разоружен и исключен из списков судов ВМФ ВС Союза.

## Вооружение
- Артиллерийская установка главного калибра: 1-152/50 — 4 штуки, боекомплект: 600 и 200 в перегруз.
- Артиллерийская установка зенитного калибра ближнего боя: 1-37 70-К — 2 штуки, боекомплект 3000 и 200 в кранцах.
- Зенитные пулемёты: 2 12,7-мм ДК, 2 12,7-мм ДШК.[1]

Корабль мог принять на борт:
- три танка Т-26;
- 10 76-мм орудий 1927 года (780 кг);
- 15 45-мм орудий (425 кг);
- 5 122-мм гаубиц (1485 кг)
- личного состава десанта — 350 человек.

## Тактико-технические элементы
- Прибор управления стрельбой главного калибра схемы Гейслера, обеспечивающей прицельную наводку орудий.
- Дальномеры: ДМ-4, ДМ-1,5, ДМ-0,7.
- Для противоминной защиты от 13 до 93 шпангоута — второе дно, от 22 до 93 шпангоута — бортовые переборки.
- Главная энергетическая установка — два дизеля 38-КР-8 мощностью 800 л. с. и два 38-В-8 мощностью 685 л. с. Вспомогательный котёл системы Вагнера паропроизводительностью 350 кг/ч.
- Движители: четыре трёхлопастных гребных винта, два электродвигателя реверса гребных валов ГП-58-12 мощностью 126 кВт.
- Запас топлива, т:

нормальный — 90
полный — 100
наибольший — 103
мазут для котла — 22
- Запас воды — 1,5 т
- Время подготовки машин к походу:

нормальное — 12 минут
экстренное — 5 минут
- Источники электроэнергии: два дизель-генератора Д-58-8 мощностью 126 кВт, три дизель-генератора МП-545-2/3 мощностью 41 кВт; три дизель-генератора ТП-14 мощностью 11 кВт; напряжение 110 В постоянного тока.
- Пожарные насосы: два центробежных насоса производительностью 30 т/ч при давлении 18 кг/см².
- Водоотливные средства: 12 водоструйных эжекторов производительностью 80 т/ч при давлении 18 кг/см².
- Плавсредства: катер с мотором ЗИС-5, два шестивёсельных яла.

Всё по

## Параметры циркуляции

### При скорости 23,71 км/ч
| Положение руля | Диаметр, м | Время разворота на 180° | Время разворота на 360° |
| -------------- | ---------- | ----------------------- | ----------------------- |
| 15 градусов    | н. д.      | н. д.                   | н. д.                   |
| 20 градусов    | н. д.      | н. д.                   | н. д.                   |
| 33 градуса     | 275        | 1 мин. 45 сек.          | н. д.                   |

### При скорости 10 км/ч
| Положение руля | Диаметр, м | Время разворота на 180° | Время разворота на 360° |
| -------------- | ---------- | ----------------------- | ----------------------- |
| 15 градусов    | н. д.      | н. д.                   | н. д.                   |
| 20 градусов    | н. д.      | н. д.                   | н. д.                   |
| 33 градуса     | 275        | 1 мин. 45 сек.          | н. д.                   |